# 圓犁頭鰩科
圆犁头鳐科（學名：Rhinidae）是犁頭鰩目的一个科，下含3属10种。它们的外形和鲨鱼有些像，体型也比较大，经常可超过1米。大部分分布于印度-太平洋的温带和热带海域，1至2种见于大西洋。

## 下级分类
本科包括以下属：

### 圆犁头鳐属
圆犁头鳐属（Rhina）Bloch & Schneider, 1801包括以下物种：
- 波口鱟頭鱝 Rhina ancylostoma Bloch & Schneider, 1801 ：又稱圓犁頭鰩。

### 尖犁头鳐属
尖犁头鳐属（Rhynchobatus） J. P. Müller & Henle, 1837包括以下物种：
- 澳洲龍紋鱝 Rhynchobatus australiae Whitley, 1939：又稱澳洲尖犁頭鰩。
- 庫克氏龍紋鱝 Rhynchobatus cooki Last, Kyne & Compagno, 2016 ：又稱庫克氏尖犁頭鰩。
- 吉打龍紋鱝 Rhynchobatus djiddensis (Forsskål, 1775) ：又稱及达尖犁头鳐。
- 無斑龍紋鱝 Rhynchobatus immaculatus Last, Ho & Chen, 2013 ：又稱無斑尖犁頭鰩。
- 光滑龍紋鱝 Rhynchobatus laevis (Bloch & Schneider, 1801)：又稱光滑尖犁頭鰩。
- 利氏龍紋鱝 Rhynchobatus luebberti Ehrenbaum, 1915：又稱利氏尖犁頭鰩。
- 妖怪龍紋鱝 Rhynchobatus mononoke Koeda, Itou, Yamada & Motomura, 2020：又稱妖怪尖犁頭鰩。
- 瞬眼龍紋鱝 Rhynchobatus palpebratus Compagno & Last, 2008：又稱瞬眼尖犁頭鰩。
- 斯氏龍紋鱝 Rhynchobatus springeri Compagno & Last, 2010：又稱斯氏尖犁頭鰩。

### 假鲨鳐属
假鲨鳐属（Rhynchorhina）Séret & Naylor, 2016包括以下物种：
- 茅利塔尼亞假鯊鰩 Rhynchorhina mauritaniensis Séret & Naylor, 2016[3]

## 保育狀況
本属所有种均被列為《瀕危野生動植物種國際貿易公約》附錄二的物種，被限制出口及貿易。